# Daniel Woodgate
Daniel Woodgate (nombre completo Daniel Mark Woodgate, nacido el 19 de octubre de 1960) es un músico londinense internacionalmente conocido por ser el batería de la banda de Ska británica Madness. Conocido con el sobrenombre de Woody, ingresó en la banda tras llegar de la mano del bajista Mark Bedford y convencer en los ensayos al resto de los miembros de la misma.
Pese a ser uno de los miembros que menos colaboran en la composición de las canciones aparece en los créditos como coescritor de grandes éxitos de Madness, tales como "Return of the Los Palmas 7" y "Michael Caine". 
Antes de tocar en Madness, Woodgate era integrante de un grupo llamado "Steel Erection" en el que también estaba su hermano Nick.
- Datos: Q372053